# Mistrzostwa Świata Juniorek w Hokeju na Lodzie 2018/I Dywizja
Mistrzostwa Świata Juniorek w Hokeju na Lodzie I dywizji 2018 zostały rozegrane w dniach 8–14 stycznia (Grupa A), 6–12 stycznia (Grupa B) oraz 30 stycznia – 4 lutego 2018 (kwalifikacje).
W Dywizji II uczestniczyło 17 zespołów, które zostały podzielone na dwie grupy po 6 zespołów oraz na jedną grupę 5-zespołową. Zgodnie z formatem zawody Dywizji II odbyły się w trzech grupach: Grupa A we włoskim Asiago, grupa B w Katowicach, natomiast kwalifikacje odbyły się w stolicy Meksyku Meksyk. Reprezentacje grały systemem każdy z każdym. Pierwsza drużyna grupy A awansowała do mistrzostw świata dywizji I gr. B w 2019 roku, ostatni zespół Grupy A został zdegradowany i w 2019 roku grał w Grupie B. Jego miejsce zajął rok później zwycięzca turnieju w Grupie B. Najsłabsza drużyna Grupy B spadła do Kwalifikacji do II dywizji.
Hale, w której rozegrane były zawody:
- Pala Hodegart, Asiago
- Spodek, Katowice
- Ice Dome, Meksyk

## Grupa A
Mecze
| 8 stycznia 2018 | Węgry | 2:6 | Słowacja | Pala Hodegart, Asiago |

| Szczegóły      | Szczegóły                                    | Szczegóły       | Szczegóły | Szczegóły                                                                                   |
| -------------- | -------------------------------------------- | --------------- | --- | ------------------------------------------------------------------------------------------- |
| Godzina: 14:00 | I. Horvath (PP) 19:25 M. Seregely (EQ) 26:14 | (1:3, 1:1, 0:2) | 10:32 (EQ) P. Agostonova 11:26 (EQ) D. Sedlakova 17:13 (EQ) S. Vysokajova 24:52 (PP) D. Vargova 53:30 (EQ) J. Matejkova 59:41 (PP) D. Vargova | Widzów: 120 Sędzia główny: Debby Hengst Sędziowie liniowi: Marine Dinant Leigh Hetherington |
| Godzina: 14:00 | 16 min. kar                                  |                 | 10 min. kar | Widzów: 120 Sędzia główny: Debby Hengst Sędziowie liniowi: Marine Dinant Leigh Hetherington |

| 8 stycznia 2018 | Austria | 3:1 | Norwegia | Pala Hodegart, Asiago |

| Szczegóły      | Szczegóły                                                          | Szczegóły       | Szczegóły              | Szczegóły                                                                                       |
| -------------- | ------------------------------------------------------------------ | --------------- | ---------------------- | ----------------------------------------------------------------------------------------------- |
| Godzina: 17:30 | T. Schafzahl (EQ) 25:26 L. Daubock (EQ) 26:38 L. Geifes (EQ) 38:18 | (0:1, 3:0, 0:0) | 06:56 (EQ) M. Brunvold | Widzów: 110 Sędzia główny: Samantha Hiller Sędziowie liniowi: Jessica Brambilla Julia Tschirner |
| Godzina: 17:30 | 14 min. kar                                                        |                 | 12 min. kar            | Widzów: 110 Sędzia główny: Samantha Hiller Sędziowie liniowi: Jessica Brambilla Julia Tschirner |

| 8 stycznia 2018 | Włochy | 0:2 | Japonia | Pala Hodegart, Asiago |

| Szczegóły      | Szczegóły  | Szczegóły       | Szczegóły                                    | Szczegóły                                                                                 |
| -------------- | ---------- | --------------- | -------------------------------------------- | ----------------------------------------------------------------------------------------- |
| Godzina: 21:00 |            | (0:1, 0:0, 0:1) | 14:16 (PP) R. Koyama 47:13 (EQ) H. Yamashita | Widzów: 400 Sędzia główny: Katarzyna Zygmunt Sędziowie liniowi: Baiba Dzene Lee Kyung-sun |
| Godzina: 21:00 | 8 min. kar |                 | 6 min. kar                                   | Widzów: 400 Sędzia główny: Katarzyna Zygmunt Sędziowie liniowi: Baiba Dzene Lee Kyung-sun |

| 9 stycznia 2018 | Słowacja | 5:2 | Austria | Pala Hodegart, Asiago |

| Szczegóły      | Szczegóły | Szczegóły       | Szczegóły                                       | Szczegóły                                                                                 |
| -------------- | --- | --------------- | ----------------------------------------------- | ----------------------------------------------------------------------------------------- |
| Godzina: 13:30 | P. Agostonova (EQ) 03:50 L. Kubekova (EQ) 06:19 L. Haluskova (EQ) 10:08 P. Agostonova (EQ) 23:42 D. Vargova (PP2) 30:01 | (3:1, 2:1, 0:0) | 02:34 (EQ) T. Schafzahl 21:03 (EQ) T. Schafzahl | Widzów: 160 Sędzia główny: Jelena Iwanowa Sędziowie liniowi: Jessica Brambilla Anina Egli |
| Godzina: 13:30 | 12 min. kar |                 | 10 min. kar                                     | Widzów: 160 Sędzia główny: Jelena Iwanowa Sędziowie liniowi: Jessica Brambilla Anina Egli |

| 9 stycznia 2018 | Japonia | 6:1 | Węgry | Pala Hodegart, Asiago |

| Szczegóły      | Szczegóły | Szczegóły       | Szczegóły              | Szczegóły                                                                                        |
| -------------- | --- | --------------- | ---------------------- | ------------------------------------------------------------------------------------------------ |
| Godzina: 17:00 | K. Ota (PP) 03:03 K. Seki (EQ) 20:53 Y. Sonoya (EQ) 41:26 R. Koyama (PP) 55:39 A. Sato (EQ) 57:08 K. Suzuki (PP) 59:54 | (1:1, 1:0, 4:0) | 12:51 (EQ) M. Seregely | Widzów: 140 Sędzia główny: Katarzyna Zygmunt Sędziowie liniowi: Leigh Hetherington Lee Kyung-sun |
| Godzina: 17:00 | 4 min. kar |                 | 16 min. kar            | Widzów: 140 Sędzia główny: Katarzyna Zygmunt Sędziowie liniowi: Leigh Hetherington Lee Kyung-sun |

| 9 stycznia 2018 | Norwegia | 0:1 | Włochy | Pala Hodegart, Asiago |

| Szczegóły      | Szczegóły   | Szczegóły       | Szczegóły            | Szczegóły                                                                                   |
| -------------- | ----------- | --------------- | -------------------- | ------------------------------------------------------------------------------------------- |
| Godzina: 20:30 |             | (0:0, 0:1, 0:0) | 27:05 (EQ) A. Muraro | Widzów: 350 Sędzia główny: Samantha Hiller Sędziowie liniowi: Marine Dinant Julia Tschirner |
| Godzina: 20:30 | 10 min. kar |                 | 6 min. kar           | Widzów: 350 Sędzia główny: Samantha Hiller Sędziowie liniowi: Marine Dinant Julia Tschirner |

| 11 stycznia 2018 | Japonia | 5:0 | Austria | Pala Hodegart, Asiago |

| Szczegóły      | Szczegóły                                                                                                | Szczegóły       | Szczegóły  | Szczegóły                                                                                  |
| -------------- | --- | --------------- | ---------- | ------------------------------------------------------------------------------------------ |
| Godzina: 13:30 | R. Koyama (EQ) 20:36 K. Suzuki (EQ) 30:19 K. Seki (PP) 31:36 K. Suzuki (EQ) 33:32 M. Tsutsumi (EQ) 41:30 | (0:0, 4:0, 1:0) |            | Widzów: 130 Sędzia główny: Jelena Iwanowa Sędziowie liniowi: Jessica Brambilla Baiba Dzene |
| Godzina: 13:30 | 4 min. kar                                                                                               |                 | 6 min. kar | Widzów: 130 Sędzia główny: Jelena Iwanowa Sędziowie liniowi: Jessica Brambilla Baiba Dzene |

| 11 stycznia 2018 | Słowacja | 2:0 | Norwegia | Pala Hodegart, Asiago |

| Szczegóły      | Szczegóły                                         | Szczegóły       | Szczegóły   | Szczegóły                                                                              |
| -------------- | ------------------------------------------------- | --------------- | ----------- | -------------------------------------------------------------------------------------- |
| Godzina: 17:00 | L. Kubekova (EQ) 52:42 M. J. Hajnikova (EQ) 59:41 | (0:0, 0:0, 2:0) |             | Widzów: 130 Sędzia główny: Samantha Hiller Sędziowie liniowi: Marine Dinant Anina Egli |
| Godzina: 17:00 | 8 min. kar                                        |                 | 14 min. kar | Widzów: 130 Sędzia główny: Samantha Hiller Sędziowie liniowi: Marine Dinant Anina Egli |

| 11 stycznia 2018 | Włochy | 2:3 | Węgry | Pala Hodegart, Asiago |

| Szczegóły      | Szczegóły                                   | Szczegóły       | Szczegóły                                                                | Szczegóły                                                                                |
| -------------- | ------------------------------------------- | --------------- | ------------------------------------------------------------------------ | ---------------------------------------------------------------------------------------- |
| Godzina: 20:30 | N. Mattivi (PP) 19:17 N. Mattivi (EQ) 36:59 | (1:0, 1:1, 0:2) | 38:59 (EQ) P. Szamosfalvi 40:16 (EQ) P. Szamosfalvi 53:49 (PP) E. Kreisz | Widzów: 420 Sędzia główny: Debby Hengst Sędziowie liniowi: Lee Kyung-sun Julia Tschirner |
| Godzina: 20:30 | 20 min. kar                                 |                 | 16 min. kar                                                              | Widzów: 420 Sędzia główny: Debby Hengst Sędziowie liniowi: Lee Kyung-sun Julia Tschirner |

| 12 stycznia 2018 | Norwegia | 0:5 | Japonia | Pala Hodegart, Asiago |

| Szczegóły      | Szczegóły  | Szczegóły       | Szczegóły                                                                                                | Szczegóły                                                                         |
| -------------- | ---------- | --------------- | --- | --------------------------------------------------------------------------------- |
| Godzina: 13:30 |            | (0:0, 0:2, 0:3) | 24:31 (EQ) Y. Ito 11:26 (EQ) Y. Ito 40:22 (EQ) M. Tsutsumi 43:42 (PP) M. Tsutsumi 45:59 (EQ) M. Yamamoto | Widzów: 140 Sędzia główny: Debby Hengst Sędziowie liniowi: Baiba Dzene Anina Egli |
| Godzina: 13:30 | 6 min. kar |                 | 4 min. kar                                                                                               | Widzów: 140 Sędzia główny: Debby Hengst Sędziowie liniowi: Baiba Dzene Anina Egli |

| 12 stycznia 2018 | Węgry | 0:1 | Austria | Pala Hodegart, Asiago |

| Szczegóły      | Szczegóły  | Szczegóły       | Szczegóły               | Szczegóły                                                                                       |
| -------------- | ---------- | --------------- | ----------------------- | ----------------------------------------------------------------------------------------------- |
| Godzina: 17:00 |            | (0:1, 0:0, 0:0) | 19:49 (EQ) T. Schafzahl | Widzów: 200 Sędzia główny: Jelena Iwanowa Sędziowie liniowi: Leigh Hetherington Julia Tschirner |
| Godzina: 17:00 | 6 min. kar |                 | 8 min. kar              | Widzów: 200 Sędzia główny: Jelena Iwanowa Sędziowie liniowi: Leigh Hetherington Julia Tschirner |

| 12 stycznia 2018 | Słowacja | 5:4 pd. | Włochy | Pala Hodegart, Asiago |

| Szczegóły      | Szczegóły | Szczegóły            | Szczegóły                                                                              | Szczegóły                                                                                   |
| -------------- | --- | -------------------- | -------------------------------------------------------------------------------------- | ------------------------------------------------------------------------------------------- |
| Godzina: 20:30 | L. Kubekova (EQ) 06:48 N. Nemcekova (EQ) 39:02 P. Agostonova (PP) 52:09 T. Dobosova (PP) 57:24 N. Rumanova (PP) 61:47 | (1:1, 1:3, 2:0, 1:0) | 04:31 (EQ) A. Muraro 20:48 (PP) M. de Rech 29:23 (PP) N. Mattivi 35:24 (EQ) N. Mattivi | Widzów: 380 Sędzia główny: Katarzyna Zygmunt Sędziowie liniowi: Marine Dinant Lee Kyung-sun |
| Godzina: 20:30 | 14 min. kar |                      | 10 min. kar                                                                            | Widzów: 380 Sędzia główny: Katarzyna Zygmunt Sędziowie liniowi: Marine Dinant Lee Kyung-sun |

| 14 stycznia 2018 | Norwegia | 3:2 pk. | Węgry | Pala Hodegart, Asiago |

| Szczegóły      | Szczegóły                                                                        | Szczegóły                 | Szczegóły                                   | Szczegóły                                                                                  |
| -------------- | -------------------------------------------------------------------------------- | ------------------------- | ------------------------------------------- | ------------------------------------------------------------------------------------------ |
| Godzina: 13:30 | A. Kaspersen (EQ) 04:14 S. Kjellesvik Myreng (EQ) 09:58 A. Kaspersen (GWG) 65:00 | (2:1, 0:0, 0:1, 0:0, 1:0) | 02:57 (EQ) D. Horvath 51:09 (PP) I. Horvath | Widzów: 230 Sędzia główny: Jelena Iwanowa Sędziowie liniowi: Jessica Brambilla Baiba Dzene |
| Godzina: 13:30 | 14 min. kar                                                                      |                           | 10 min. kar                                 | Widzów: 230 Sędzia główny: Jelena Iwanowa Sędziowie liniowi: Jessica Brambilla Baiba Dzene |

| 14 stycznia 2018 | Japonia | 3:0 | Słowacja | Pala Hodegart, Asiago |

| Szczegóły      | Szczegóły                                                 | Szczegóły       | Szczegóły  | Szczegóły                                                                                   |
| -------------- | --------------------------------------------------------- | --------------- | ---------- | ------------------------------------------------------------------------------------------- |
| Godzina: 17:00 | A. Sato (EQ) 04:29 K. Suzuki (EQ) 05:12 Y. Ito (EQ) 16:28 | (3:0, 0:0, 0:0) |            | Widzów: 500 Sędzia główny: Samantha Hiller Sędziowie liniowi: Marine Dinant Julia Tschirner |
| Godzina: 17:00 | 2 min. kar                                                |                 | 8 min. kar | Widzów: 500 Sędzia główny: Samantha Hiller Sędziowie liniowi: Marine Dinant Julia Tschirner |

| 14 stycznia 2018 | Austria | 4:6 | Włochy | Pala Hodegart, Asiago |

| Szczegóły      | Szczegóły                                                                                           | Szczegóły       | Szczegóły | Szczegóły                                                                                |
| -------------- | --------------------------------------------------------------------------------------------------- | --------------- | --- | ---------------------------------------------------------------------------------------- |
| Godzina: 20:30 | L. Luftenegger (EQ) 24:07 K. Heuberger (EQ) 27:58 L. Luftenegger (PP) 30:05 T. Schafzahl (PP) 37:59 | (0:1, 4:2, 0:3) | 15:57 (EQ) A. Caumo 33:03 (EQ) A. Muraro 35:06 (PP) N. Mattivi 47:00 (EQ) N. Maier 50:27 (EQ) G. Niccolai 54:43 (EQ) N. Mattivi | Widzów: 700 Sędzia główny: Debby Hengst Sędziowie liniowi: Anina Egli Leigh Hetherington |
| Godzina: 20:30 | 16 min. kar                                                                                         |                 | 16 min. kar | Widzów: 700 Sędzia główny: Debby Hengst Sędziowie liniowi: Anina Egli Leigh Hetherington |

Tabela
| Lp. | Zespół   | M | Pkt | Z | Zd | Pd | P | G+ | G- | +/- |
| --- | -------- | - | --- | - | -- | -- | - | -- | -- | --- |
| 1   | Japonia  | 5 | 15  | 5 | 0  | 0  | 0 | 21 | 1  | +20 |
| 2   | Słowacja | 5 | 11  | 3 | 1  | 0  | 1 | 18 | 11 | +7  |
| 3   | Włochy   | 5 | 7   | 2 | 0  | 1  | 2 | 13 | 14 | -1  |
| 4   | Austria  | 5 | 6   | 2 | 0  | 0  | 3 | 10 | 17 | -7  |
| 5   | Węgry    | 5 | 4   | 1 | 0  | 1  | 3 | 8  | 18 | -10 |
| 6   | Norwegia | 5 | 2   | 0 | 1  | 0  | 4 | 4  | 13 | -9  |

      = awans do Elity       = spadek do I dywizji grupy B
Nagrody indywidualne
Dyrektoriat turnieju wybrał trójkę najlepszych zawodników, po jednym na każdej pozycji:
- Bramkarz:  Ena Nyström
- Obrońca:  Nadia Mattivi
- Napastnik:  Theresa Schafzahl

## Grupa B
Mecze
| 6 stycznia 2018 | Wielka Brytania | 1:6 | Dania | Spodek, Katowice |

| Szczegóły      | Szczegóły            | Szczegóły       | Szczegóły | Szczegóły                                                                                    |
| -------------- | -------------------- | --------------- | --- | -------------------------------------------------------------------------------------------- |
| Godzina: 13:00 | E. Harris (EQ) 59:31 | (0:3, 0:3, 1:0) | 05:18 (PP) L. Friis-Hansen 07:23 (EQ) D. Andersen 19:36 (EQ) J. Henriksen 27:43 (EQ) A. Refsgaard 33:55 (EQ) E. Kristoffersen 36:38 (EQ) M. Sorensen | Widzów: 100 Sędzia główny: Brandy Dewar Sędziowie liniowi: Jekaterina Smirnowa Harriet Weegh |
| Godzina: 13:00 | 6 min. kar           |                 | 10 min. kar | Widzów: 100 Sędzia główny: Brandy Dewar Sędziowie liniowi: Jekaterina Smirnowa Harriet Weegh |

| 6 stycznia 2018 | Chiny | 1:5 | Polska | Spodek, Katowice |

| Szczegóły      | Szczegóły        | Szczegóły       | Szczegóły | Szczegóły                                                                                      |
| -------------- | ---------------- | --------------- | --- | ---------------------------------------------------------------------------------------------- |
| Godzina: 16:30 | Fu C. (EQ) 58:40 | (0:2, 0:1, 1:2) | 03:39 (EQ) K. Kaleja 16:07 (EQ) K. Kaleja 33:12 (EQ) A. Wawrzyk 42:39 (PP) K. Wybirał 56:34 (EQ) M. Synowiec | Widzów: 400 Sędzia główny: Gabriela Mala Sędziowie liniowi: Veronika Dopitova Anette Fjeldstad |
| Godzina: 16:30 | 10 min. kar      |                 | 14 min. kar                                                                                                  | Widzów: 400 Sędzia główny: Gabriela Mala Sędziowie liniowi: Veronika Dopitova Anette Fjeldstad |

| 6 stycznia 2018 | Australia | 1:6 | Francja | Spodek, Katowice |

| Szczegóły      | Szczegóły              | Szczegóły       | Szczegóły | Szczegóły                                                                                   |
| -------------- | ---------------------- | --------------- | --- | ------------------------------------------------------------------------------------------- |
| Godzina: 20:00 | L. Kiliwnik (EQ) 44:56 | (0:3, 0:1, 1:2) | 06:12 (EQ) M. Rouquette 12:12 (SH) A. Massot 16:45 (EQ) E. Lombard 34:15 (EQ) L. Turcotte 42:43 (EQ) E. Jure 52:43 (SH) A. Simon | Widzów: 65 Sędzia główny: Rita Helene Rygh Sędziowie liniowi: Zsuzsanna Sandor Yuka Tochigi |
| Godzina: 20:00 | 4 min. kar             |                 | 14 min. kar | Widzów: 65 Sędzia główny: Rita Helene Rygh Sędziowie liniowi: Zsuzsanna Sandor Yuka Tochigi |

| 7 stycznia 2018 | Francja | 2:0 | Wielka Brytania | Spodek, Katowice |

| Szczegóły      | Szczegóły                                  | Szczegóły       | Szczegóły   | Szczegóły                                                                                    |
| -------------- | ------------------------------------------ | --------------- | ----------- | -------------------------------------------------------------------------------------------- |
| Godzina: 13:00 | E. Jure (EQ) 43:11 M. Desvignes (EQ) 54:55 | (0:0, 0:0, 2:0) |             | Widzów: 70 Sędzia główny: Katalin Gernyi Sędziowie liniowi: Vanessa Anselm Veronika Dopitova |
| Godzina: 13:00 | 16 min. kar                                |                 | 12 min. kar | Widzów: 70 Sędzia główny: Katalin Gernyi Sędziowie liniowi: Vanessa Anselm Veronika Dopitova |

| 7 stycznia 2018 | Polska | 8:2 | Australia | Spodek, Katowice |

| Szczegóły      | Szczegóły | Szczegóły       | Szczegóły                                  | Szczegóły                                                                                   |
| -------------- | --- | --------------- | ------------------------------------------ | ------------------------------------------------------------------------------------------- |
| Godzina: 16:30 | K. Wybirał (EQ) 09:01 K. Kaleja (EQ) 09:44 A. Wawrzyk (EQ) 25:44 K. Kaleja (EQ) 30:30 K. Wybirał (EQ) 35:32 W. Sikorska (EQ) 39:45 A. Siejka (EQ) 53:07 W. Sikorska (EQ) 56:17 | (2:0, 4:1, 2:1) | 26:14 (EQ) M. Poole 50:21 (EQ) L. Kiliwnik | Widzów: 525 Sędzia główny: Brandy Dewar Sędziowie liniowi: Jekaterina Smirnowa Yuka Tochigi |
| Godzina: 16:30 | 6 min. kar |                 | 8 min. kar                                 | Widzów: 525 Sędzia główny: Brandy Dewar Sędziowie liniowi: Jekaterina Smirnowa Yuka Tochigi |

| 7 stycznia 2018 | Dania | 10:0 | Chiny | Spodek, Katowice |

| Szczegóły      | Szczegóły | Szczegóły       | Szczegóły   | Szczegóły                                                                                    |
| -------------- | --- | --------------- | ----------- | -------------------------------------------------------------------------------------------- |
| Godzina: 20:00 | L. Friis-Hansen (EQ) 02:47 M. Sorensen (PP) 07:22 L. Friis-Hansen (EQ) 24:06 S. Damgaard (PP) 29:10 J. Henriksen (EQ) 33:56 S. Dahl (PP) 37:55 E. Mathiesen (EQ) 38:55 A. Refsgaard (EQ) 45:10 K. Melberg (PP) 51:04 A. Refsgaard (PP) 57:31 | (2:0, 5:0, 3:0) |             | Widzów: 70 Sędzia główny: Rita Helene Rygh Sędziowie liniowi: Anette Fjeldstad Harriet Weegh |
| Godzina: 20:00 | 14 min. kar |                 | 30 min. kar | Widzów: 70 Sędzia główny: Rita Helene Rygh Sędziowie liniowi: Anette Fjeldstad Harriet Weegh |

| 9 stycznia 2018 | Francja | 5:2 | Chiny | Spodek, Katowice |

| Szczegóły      | Szczegóły | Szczegóły       | Szczegóły                         | Szczegóły                                                                                        |
| -------------- | --- | --------------- | --------------------------------- | ------------------------------------------------------------------------------------------------ |
| Godzina: 13:00 | L. Turcotte (EQ) 14:06 L. Cedelle (EQ) 29:01 E. Lombard (EQ) 43:05 M. Laffitte (PP2) 46:05 M. Desvignes (EQ) 54:01 | (1:1, 1:0, 3:1) | 01:28 (PP) Pi Y. 42:35 (PP) Fu C. | Widzów: 210 Sędzia główny: Brandy Dewar Sędziowie liniowi: Veronika Dopitova Jekaterina Smirnowa |
| Godzina: 13:00 | 10 min. kar |                 | 12 min. kar                       | Widzów: 210 Sędzia główny: Brandy Dewar Sędziowie liniowi: Veronika Dopitova Jekaterina Smirnowa |

| 9 stycznia 2018 | Dania | 3:1 | Polska | Spodek, Katowice |

| Szczegóły      | Szczegóły                                                             | Szczegóły       | Szczegóły            | Szczegóły                                                                                   |
| -------------- | --------------------------------------------------------------------- | --------------- | -------------------- | ------------------------------------------------------------------------------------------- |
| Godzina: 16:30 | K. Westmark (EQ) 45:16 J. Henriksen (EQ) 48:08 S. Damgaard (EQ) 59:59 | (0:1, 0:0, 3:0) | 07:30 (PS) A. Siejka | Widzów: 350 Sędzia główny: Gabriela Mala Sędziowie liniowi: Vanessa Anselm Zsuzsanna Sandor |
| Godzina: 16:30 | 8 min. kar                                                            |                 | 12 min. kar          | Widzów: 350 Sędzia główny: Gabriela Mala Sędziowie liniowi: Vanessa Anselm Zsuzsanna Sandor |

| 9 stycznia 2018 | Australia | 1:5 | Wielka Brytania | Spodek, Katowice |

| Szczegóły      | Szczegóły             | Szczegóły       | Szczegóły                                                                                                 | Szczegóły                                                                                  |
| -------------- | --------------------- | --------------- | --- | ------------------------------------------------------------------------------------------ |
| Godzina: 20:00 | S. Sammons (PP) 23:39 | (0:0, 1:2, 0:3) | 22:05 (EQ) E. Saunders 26:48 (EQ) E. Harris 43:57 (EQ) L. Beal 54:15 (EQ) E. Wakeling 56:07 (EQ) C. Riley | Widzów: 75 Sędzia główny: Katalin Gernyi Sędziowie liniowi: Anette Fjeldstad Harriet Weegh |
| Godzina: 20:00 | 14 min. kar           |                 | 18 min. kar                                                                                               | Widzów: 75 Sędzia główny: Katalin Gernyi Sędziowie liniowi: Anette Fjeldstad Harriet Weegh |

| 11 stycznia 2018 | Dania | 9:1 | Australia | Spodek, Katowice |

| Szczegóły      | Szczegóły | Szczegóły       | Szczegóły               | Szczegóły                                                                                        |
| -------------- | --- | --------------- | ----------------------- | ------------------------------------------------------------------------------------------------ |
| Godzina: 13:00 | S. Damgaard (EQ) 01:32 S. Jensen (EQ) 03:24 M. Sorensen (PP) 09:28 S. Damgaard (EQ) 11:38 S. Dahl (EQ) 13:04 J. Oksbjerg (PP) 27:12 J. Oksbjerg (EQ) 34:22 S. Dahl (EQ) 37:26 J. Oksbjerg (PP) 51:34 | (5:1, 3:0, 1:0) | 17:29 (EQ) S. Tarasenko | Widzów: 50 Sędzia główny: Rita Helene Rygh Sędziowie liniowi: Veronika Dopitova Zsuzsanna Sandor |
| Godzina: 13:00 | 6 min. kar |                 | 16 min. kar             | Widzów: 50 Sędzia główny: Rita Helene Rygh Sędziowie liniowi: Veronika Dopitova Zsuzsanna Sandor |

| 11 stycznia 2018 | Polska | 1:3 | Francja | Spodek, Katowice |

| Szczegóły      | Szczegóły            | Szczegóły       | Szczegóły                                                          | Szczegóły                                                                                 |
| -------------- | -------------------- | --------------- | ------------------------------------------------------------------ | ----------------------------------------------------------------------------------------- |
| Godzina: 16:30 | K. Kaleja (EQ) 55:18 | (0:0, 0:2, 1:1) | 22:17 (PP) E. Lombard 35:15 (PP) J. Mesplede 59:59 (PP) E. Lombard | Widzów: 340 Sędzia główny: Katalin Gernyi Sędziowie liniowi: Vanessa Anselm Harriet Weegh |
| Godzina: 16:30 | 14 min. kar          |                 | 4 min. kar                                                         | Widzów: 340 Sędzia główny: Katalin Gernyi Sędziowie liniowi: Vanessa Anselm Harriet Weegh |

| 11 stycznia 2018 | Wielka Brytania | 1:4 | Chiny | Spodek, Katowice |

| Szczegóły      | Szczegóły             | Szczegóły       | Szczegóły                                                             | Szczegóły                                                                                   |
| -------------- | --------------------- | --------------- | --------------------------------------------------------------------- | ------------------------------------------------------------------------------------------- |
| Godzina: 20:00 | M. Gourlay (EQ) 58:15 | (0:1, 0:0, 1:3) | 19:22 (EQ) Liao Z. 49:42 (PP) Pi Y. 50:46 (EQ) Pi Y. 56:57 (EQ) Fu C. | Widzów: 50 Sędzia główny: Gabriela Mala Sędziowie liniowi: Jekaterina Smirnowa Yuka Tochigi |
| Godzina: 20:00 | 12 min. kar           |                 | 6 min. kar                                                            | Widzów: 50 Sędzia główny: Gabriela Mala Sędziowie liniowi: Jekaterina Smirnowa Yuka Tochigi |

| 12 stycznia 2018 | Chiny | 2:1 pd. | Australia | Spodek, Katowice |

| Szczegóły      | Szczegóły                           | Szczegóły            | Szczegóły             | Szczegóły                                                                                 |
| -------------- | ----------------------------------- | -------------------- | --------------------- | ----------------------------------------------------------------------------------------- |
| Godzina: 13:00 | Liao Z. (PP) 37:49 Pi Y. (EQ) 64:40 | (0:0, 1:1, 0:0, 1:0) | 33:14 (EQ) S. Sammons | Widzów: 102 Sędzia główny: Gabriela Mala Sędziowie liniowi: Anette Fjeldstad Yuka Tochigi |
| Godzina: 13:00 | 10 min. kar                         |                      | 33 min. kar           | Widzów: 102 Sędzia główny: Gabriela Mala Sędziowie liniowi: Anette Fjeldstad Yuka Tochigi |

| 12 stycznia 2018 | Francja | 0:2 | Dania | Spodek, Katowice |

| Szczegóły      | Szczegóły   | Szczegóły       | Szczegóły                                   | Szczegóły                                                                                   |
| -------------- | ----------- | --------------- | ------------------------------------------- | ------------------------------------------------------------------------------------------- |
| Godzina: 16:30 |             | (0:2, 0:0, 0:0) | 04:25 (EQ) S. Jensen 17:50 (PP) J. Oksbjerg | Widzów: 200 Sędzia główny: Brandy Dewar Sędziowie liniowi: Vanessa Anselm Veronika Dopitova |
| Godzina: 16:30 | 10 min. kar |                 | 10 min. kar                                 | Widzów: 200 Sędzia główny: Brandy Dewar Sędziowie liniowi: Vanessa Anselm Veronika Dopitova |

| 12 stycznia 2018 | Polska | 2:0 | Wielka Brytania | Spodek, Katowice |

| Szczegóły      | Szczegóły                                  | Szczegóły       | Szczegóły   | Szczegóły                                                                                     |
| -------------- | ------------------------------------------ | --------------- | ----------- | --------------------------------------------------------------------------------------------- |
| Godzina: 20:00 | W. Gogoc (EQ) 00:43 W. Sikorska (EQ) 51:35 | (1:0, 0:0, 1:0) |             | Widzów: 680 Sędzia główny: Rita Helene Rygh Sędziowie liniowi: Zsuzsanna Sandor Harriet Weegh |
| Godzina: 20:00 | 6 min. kar                                 |                 | 12 min. kar | Widzów: 680 Sędzia główny: Rita Helene Rygh Sędziowie liniowi: Zsuzsanna Sandor Harriet Weegh |

Tabela
| Lp. | Zespół          | M | Pkt | Z | Zd | Pd | P | G+ | G- | +/- |
| --- | --------------- | - | --- | - | -- | -- | - | -- | -- | --- |
| 1   | Dania           | 5 | 15  | 5 | 0  | 0  | 0 | 30 | 3  | +27 |
| 2   | Francja         | 5 | 12  | 4 | 0  | 0  | 1 | 16 | 6  | +10 |
| 3   | Polska          | 5 | 9   | 3 | 0  | 0  | 2 | 17 | 9  | +8  |
| 4   | Chiny           | 5 | 5   | 1 | 1  | 0  | 3 | 9  | 22 | -13 |
| 5   | Wielka Brytania | 5 | 3   | 1 | 0  | 0  | 4 | 7  | 15 | -8  |
| 6   | Australia       | 5 | 1   | 0 | 0  | 1  | 4 | 6  | 30 | -24 |

      = awans do I dywizji grupy A       = utrzymanie w I dywizji grupy B       = spadek do kwalifikacji I dywizji
Nagrody indywidualne
Dyrektoriat turnieju wybrał trójkę najlepszych zawodników, po jednym na każdej pozycji:
- Bramkarz:  Martyna Sass
- Obrońca:  Amanda Refsgaard
- Napastnik:  Elise Lombard

## Kwalifikacje
Mecze
| 30 stycznia 2018 | Holandia | 4:2 | Hiszpania | Ice Dome, Meksyk |

| Szczegóły      | Szczegóły                                                                                       | Szczegóły       | Szczegóły                                   | Szczegóły                                                                                 |
| -------------- | ----------------------------------------------------------------------------------------------- | --------------- | ------------------------------------------- | ----------------------------------------------------------------------------------------- |
| Godzina: 16:30 | L. Haverkorn (EQ) 21:12 I. Schollaardt (SH) 36:51 E. de Jong (EQ) 41:06 L. Haverkorn (EQ) 48:51 | (0:0, 2:2, 2:0) | 23:18 (EQ) N. Martinez 23:38 (EQ) A. Merino | Widzów: 100 Sędzia główny: Kelly Cooke Sędziowie liniowi: Alexandra Blair Julia Johansson |
| Godzina: 16:30 | 10 min. kar                                                                                     |                 | 6 min. kar                                  | Widzów: 100 Sędzia główny: Kelly Cooke Sędziowie liniowi: Alexandra Blair Julia Johansson |

| 30 stycznia 2018 | Meksyk | 4:3 | Kazachstan | Ice Dome, Meksyk |

| Szczegóły      | Szczegóły                                                                       | Szczegóły       | Szczegóły                                                                | Szczegóły                                                                               |
| -------------- | ------------------------------------------------------------------------------- | --------------- | ------------------------------------------------------------------------ | --------------------------------------------------------------------------------------- |
| Godzina: 20:10 | N. Amaya (PP) 21:09 A. Ayala (EQ) 35:44 J. Rojas (PP) 44:39 J. Rojas (PS) 54:54 | (0:3, 2:0, 2:0) | 08:33 (EQ) M. Sajachatyży 11:01 (PP) T. Ospanowa 15:24 (PP) Ż. Kozgułowa | Widzów: 250 Sędzia główny: Anna Kuroda Sędziowie liniowi: Beth Bowshall Brienne Steward |
| Godzina: 20:10 | 14 min. kar                                                                     |                 | 12 min. kar                                                              | Widzów: 250 Sędzia główny: Anna Kuroda Sędziowie liniowi: Beth Bowshall Brienne Steward |

| 31 stycznia 2018 | Turcja | 1:12 | Holandia | Ice Dome, Meksyk |

| Szczegóły      | Szczegóły           | Szczegóły       | Szczegóły | Szczegóły                                                                                 |
| -------------- | ------------------- | --------------- | --- | ----------------------------------------------------------------------------------------- |
| Godzina: 13:30 | D. Bagci (SH) 26:57 | (0:5, 1:4, 0:3) | 03:36 (EQ) I. Schollaardt 05:38 (SH) I. Schollaardt 08:28 (SH) R. Brouwers 14:20 (SH) L. Haverkorn 16:19 (PP) L. Haverkorn 26:17 (EQ) M. Dijkema 28:32 (PP) Z. Strijland 30:05 (EQ) R. Fokker 37:27 (PP) I. Schollaardt 42:23 (EQ) L. Haverkorn 42:44 (PS) S. Smid 56:46 (EQ) S. van Onna | Widzów: 60 Sędzia główny: Ainslie Gardner Sędziowie liniowi: Julia Johansson Wong Tsui Yi |
| Godzina: 13:30 | 10 min. kar         |                 | 8 min. kar | Widzów: 60 Sędzia główny: Ainslie Gardner Sędziowie liniowi: Julia Johansson Wong Tsui Yi |

| 1 lutego 2018 | Kazachstan | 14:1 | Turcja | Ice Dome, Meksyk |

| Szczegóły      | Szczegóły | Szczegóły       | Szczegóły           | Szczegóły                                                                              |
| -------------- | --- | --------------- | ------------------- | -------------------------------------------------------------------------------------- |
| Godzina: 16:30 | J. Kucenko (PP) 05:26 S. Ustimienko (EQ) 06:02 A. Gołotwina (EQ) 08:05 A. Gołotwina (EQ) 10:56 T. Ospanowa (EQ) 15:31 A. Gołotwina (EQ) 27:41 S. Ustimienko (EQ) 29:05 A. Koczetkowa (EQ) 29:43 D. Kuzmina (SH) 32:59 D. Kuzmina (SH) 33:09 J. Kucenko (EQ) 44:53 J. Kucenko (EQ) 57:48 A. Piatkowa (EQ) 58:06 J. Kucenko (EQ) 59:09 | (5:0, 5:1, 4:0) | 29:59 (EQ) B. Tanas | Widzów: 50 Sędzia główny: Kelly Cooke Sędziowie liniowi: Alexandra Blair Beth Bowshall |
| Godzina: 16:30 | 2 min. kar |                 | 14 min. kar         | Widzów: 50 Sędzia główny: Kelly Cooke Sędziowie liniowi: Alexandra Blair Beth Bowshall |

| 1 lutego 2018 | Hiszpania | 1:4 | Meksyk | Ice Dome, Meksyk |

| Szczegóły      | Szczegóły              | Szczegóły       | Szczegóły                                                                           | Szczegóły                                                                                  |
| -------------- | ---------------------- | --------------- | ----------------------------------------------------------------------------------- | ------------------------------------------------------------------------------------------ |
| Godzina: 20:00 | N. Martinez (EQ) 35:37 | (0:0, 1:3, 0:1) | 21:23 (EQ) J. Rojas 37:14 (PP) S. Nevarez 39:50 (PP) S. Nevarez 54:40 (EQ) G. Rojas | Widzów: 200 Sędzia główny: Ainslie Gardner Sędziowie liniowi: Brienne Steward Wong Tsui Yi |
| Godzina: 20:00 | 24 min. kar            |                 | 8 min. kar                                                                          | Widzów: 200 Sędzia główny: Ainslie Gardner Sędziowie liniowi: Brienne Steward Wong Tsui Yi |

| 2 lutego 2018 | Holandia | 5:2 | Kazachstan | Ice Dome, Meksyk |

| Szczegóły      | Szczegóły | Szczegóły       | Szczegóły                                         | Szczegóły                                                                               |
| -------------- | --- | --------------- | ------------------------------------------------- | --------------------------------------------------------------------------------------- |
| Godzina: 20:00 | M. Dijkema (EQ) 00:42 L. Haverkorn (EQ) 04:05 M. van Ooijen (PP) 38:46 M. Dijkema (PP) 46:47 M. Dijkema (PP2) 59:46 | (2:1, 1:1, 2:0) | 11:01 (EQ) Ż. Kozgułowa 31:37 (PP) T. Szachmatowa | Widzów: 50 Sędzia główny: Ainslie Gardner Sędziowie liniowi: Beth Bowshall Wong Tsui Yi |
| Godzina: 20:00 | 8 min. kar |                 | 18 min. kar                                       | Widzów: 50 Sędzia główny: Ainslie Gardner Sędziowie liniowi: Beth Bowshall Wong Tsui Yi |

| 3 lutego 2018 | Hiszpania | 10:0 | Turcja | Ice Dome, Meksyk |

| Szczegóły      | Szczegóły | Szczegóły       | Szczegóły   | Szczegóły                                                                                |
| -------------- | --- | --------------- | ----------- | ---------------------------------------------------------------------------------------- |
| Godzina: 16:30 | S. Molina (PP) 09:38 L. Casado (EQ) 16:48 A. M. Garcia (EQ) 27:43 S. Molina (EQ) 41:18 E. Sans (PP) 42:36 L. Diaz (EQ) 45:38 M. Martin (EQ) 46:14 V. B. Serrano (EQ) 46:26 N. Martinez (EQ) 46:39 A. Merino (EQ) 48:28 | (2:0, 1:0, 7:0) |             | Widzów: 50 Sędzia główny: Anna Kuroda Sędziowie liniowi: Julia Johansson Brienne Steward |
| Godzina: 16:30 | 2 min. kar |                 | 12 min. kar | Widzów: 50 Sędzia główny: Anna Kuroda Sędziowie liniowi: Julia Johansson Brienne Steward |

| 3 lutego 2018 | Meksyk | 0:4 | Holandia | Ice Dome, Meksyk |

| Szczegóły      | Szczegóły  | Szczegóły       | Szczegóły                                                                                     | Szczegóły                                                                               |
| -------------- | ---------- | --------------- | --------------------------------------------------------------------------------------------- | --------------------------------------------------------------------------------------- |
| Godzina: 20:00 |            | (0:1, 0:1, 0:2) | 18:53 (PP) S. van Onna 28:49 (EQ) M. Slopsema 40:40 (EQ) I. Schollaardt 55:45 (EQ) M. Dijkema | Widzów: 200 Sędzia główny: Kelly Cooke Sędziowie liniowi: Alexandra Blair Beth Bowshall |
| Godzina: 20:00 | 6 min. kar |                 | 12 min. kar                                                                                   | Widzów: 200 Sędzia główny: Kelly Cooke Sędziowie liniowi: Alexandra Blair Beth Bowshall |

| 4 lutego 2018 | Kazachstan | 1:3 | Hiszpania | Ice Dome, Meksyk |

| Szczegóły      | Szczegóły               | Szczegóły       | Szczegóły                                                    | Szczegóły                                                                             |
| -------------- | ----------------------- | --------------- | ------------------------------------------------------------ | ------------------------------------------------------------------------------------- |
| Godzina: 16:30 | Ż. Kozgułowa (EQ) 29:22 | (0:2, 1:0, 0:1) | 02:29 (PP) L. Diaz 04:20 (EQ) L. Casado 57:28 (EQ) A. Merino | Widzów: 30 Sędzia główny: Anna Kuroda Sędziowie liniowi: Julia Johansson Wong Tsui Yi |
| Godzina: 16:30 | 22 min. kar             |                 | 2 min. kar                                                   | Widzów: 30 Sędzia główny: Anna Kuroda Sędziowie liniowi: Julia Johansson Wong Tsui Yi |

| 4 lutego 2018 | Turcja | 1:3 | Meksyk | Ice Dome, Meksyk |

| Szczegóły      | Szczegóły          | Szczegóły       | Szczegóły                                                     | Szczegóły                                                                                     |
| -------------- | ------------------ | --------------- | ------------------------------------------------------------- | --------------------------------------------------------------------------------------------- |
| Godzina: 20:00 | E. Oguz (EQ) 05:37 | (1:0, 0:1, 0:2) | 22:05 (PP) G. Rojas 55:14 (EQ) G. Rojas 58:47 (EQ) S. Nevarez | Widzów: 150 Sędzia główny: Ainslie Gardner Sędziowie liniowi: Alexandra Blair Brienne Steward |
| Godzina: 20:00 | 14 min. kar        |                 | 8 min. kar                                                    | Widzów: 150 Sędzia główny: Ainslie Gardner Sędziowie liniowi: Alexandra Blair Brienne Steward |

Tabela
| Lp. | Zespół     | M | Pkt | Z | Zd | Pd | P | G+ | G- | +/- |
| --- | ---------- | - | --- | - | -- | -- | - | -- | -- | --- |
| 1   | Holandia   | 4 | 12  | 4 | 0  | 0  | 0 | 25 | 5  | +20 |
| 2   | Meksyk     | 4 | 9   | 3 | 0  | 0  | 1 | 11 | 9  | +2  |
| 3   | Hiszpania  | 4 | 6   | 2 | 0  | 0  | 2 | 16 | 9  | +7  |
| 4   | Kazachstan | 4 | 3   | 1 | 0  | 0  | 3 | 20 | 13 | +7  |
| 5   | Turcja     | 4 | 0   | 0 | 0  | 0  | 4 | 3  | 39 | -36 |

      = awans do I dywizji grupy B 
Nagrody indywidualne
Dyrektoriat turnieju wybrał trójkę najlepszych zawodników, po jednym na każdej pozycji:
- Bramkarz:  Emma Fondse
- Obrońca:  Romy Brouwers
- Napastnik:  Joanna Rojas